# Алексеев, Владимир Борисович
Владимир Борисович Алексеев (19 августа 1933, Ленинград, РСФСР — 1 марта 2013 года, Москва) — старший научный сотрудник отделов 2-го Научно-исследовательского института войск Противовоздушной обороны страны, космонавт группы космонавтов космических летательных аппаратов специального  назначения Центра подготовки космонавтов ВВС, космонавт-исследователь (4-й набор ВВС), почётный радист СССР, кандидат технических наук (1968), полковник в отставке.

## Биография

### Образование и ранние годы
Родился 19 августа 1933 года в Ленинграде в семье полковника Алексеева Бориса Андреевича, (12.02.1908 — 19.08.1968), и бухгалтера Алексеевой (Эзергай) Ольги Александровны, (24.06.1909 — 14.12.1989). Учился в средней школе № 150 в Москве. В 1951 году окончил 10 классов и поступил в Военно-воздушную инженерную академию имени Н. Е. Жуковского на факультет радиотехники. В 1957 году окончил академию по специальности «инженер по самолетной радиолокации». 6 апреля 1968 года защитил диссертацию и получил степень кандидата технических наук.
Окончив академию, с мая 1957 года служил в Приморском корпусе Противовоздушной обороны, с 21 декабря 1957 года — в должности начальника группы обслуживания радиотехнического оборудования истребительного авиационного полка.
В апреле 1958 года он был переведен в НИИ-2 войск ПВО Министерства обороны (2-й Научно-исследовательский институт Войск Противовоздушной обороны страны) в город Калинин (сейчас Тверь):
- с 10 апреля 1958 года — научный сотрудник 2-го отдела 1-го управления;
- с 30 июня 1958 года — научный сотрудник 12-го отдела 3-го управления;
- с 1 октября 1960 года — научный сотрудник 20-го отдела 3-го управления;
- с 29 августа 1961 года — младший научный сотрудник 20-го отдела 3-го управления;
- с 28 апреля 1962 года — старший научный сотрудник 32-го отдела 6-го управления;
- с 30 июня 1962 года — старший научный сотрудник 25-го отдела 6-го управления;
- с 24 января 1967 года — старший научный сотрудник 24-го отдела 6-го управления.

### Космическая подготовка
Владимир Борисович выдвинул предложение провести отбор в отряд космонавтов среди военных научных сотрудников.
В 1965 году он прошёл летную и парашютную подготовку и выполнил норматив 3-го разряда по планерному спорту. Он прошёл медицинскую комиссию в Центральном научно-исследовательском авиационном госпитале в качестве одного из 8 кандидатов от НИИ-2 ПВО, и был признан годным к спецтренировкам. 12 апреля 1967 года приказом Главнокомандующего ВВС был назначен на должность слушателя-космонавта Центра подготовки космонавтов ВВС. Пройдя с 1967 по 1969 год общекосмическую подготовку, 18 августа 1969 года был назначен космонавтом 3-го отдела 1-го управления 1-го НИИ ЦПК.
С августа 1969 по август 1970 года проходил подготовку в группе по программе полёта на космическом корабле «Союз-ВИ» и работы малой Орбитальной исследовательской станции (ОИС). Затем с августа 1970 по апрель 1983 года проходил подготовку в составе группы космонавтов по программе «Алмаз». Участвовал в испытаниях космической техники и оборудования, например скафандра «Сокол-К».
30 марта 1976 года был назначен на должность космонавта группы орбитальных кораблей и станций.
В связи с назначением на должность начальника смены группы управления отряда космонавтов ЦПК ВВС, 20 апреля 1983 года был отчислен из отряда космонавтов.

### Служба в ЦПК после космической подготовки
С 20 апреля 1983 года работал сменным руководителем группы управления полетами, а с 8 января 1985 года — ведущим инженером группы управления отряда космонавтов.

### Профессиональная деятельность
Уволившись из ВВС в 1988 году, работал инженером в летно-испытательной службе космонавтов РКК «Энергия» имени С. П. Королева.

### Воинское звание
- Младший техник-лейтенант (29.10.1952)
- Техник-лейтенант (05.11.1954)
- Инженер-лейтенант (04.04.1957)
- Старший инженер-лейтенант (23.07.1958)
- Инженер-капитан (12.09.1961)
- Инженер-майор (30.09.1965)
- Инженер-подполковник (20.10.1969)
- Подполковник-инженер (03.12.1971)
- Полковник-инженер (12.09.1983)
- Полковник (14.05.1984)/

## Награды
- Орден «За службу Родине в Вооружённых Силах СССР» III степени.

## Смерть
Умер 1 марта 2013 года. Похоронен на Ваганьковском кладбище.